# 누마쿠나이정
누마쿠나이정(沼宮内町)은 1955년까지 이와테현 이와테군의 남동부에 위치했던 정이다. 현재의 이와테정 누마쿠나이, 에리카에 해당한다.

## 연혁
- 1889년 4월 1일 - 정촌제가 시행으로 기타이와테 군 누마쿠나이정이 성립하였다.
- 1896년 3월 29일 - 기타이와테 군과 미나미이와테 군이 합병해 이와테 군이 되었다.
- 1955년 7월 21일 - 잇카타이촌, 가와구치촌, 미도촌과 합병해 이와테정이 되었다.

## 교통

### 철도
- 일본국유철도 다자와코 선

## 참고서적
- 『이와테현 정촌 합병지』(이와테현 총무부 지방과, 1957년)